# Planeador de la Muerte
El planeador de la muerte es una nave espacial ficticia en la serie de la televisión de la ciencia ficción Stargate SG-1.
El planeador de la muerte Goa'uld es una nave del ataque rápido capaz de grandes velocidades así como volar en la atmósfera, espacio y, por cortos períodos, debajo del agua. Su forma se asemeja a la de un insecto, particularmente la representación egipcia antigua tradicional del mítico escarabajo con alas. Estos se pueden utilizar tanto para atacar blancos en tierra, como en combate aire-aire o en el espacio. Sin embargo, su eficacia contra blancos pequeños es discutible, pues parecen no tener ningún sistema que permita fijar los blancos.
Pilotado generalmente por Jaffas, su armamento consiste en dos cañones personales pesados(como los que utilizan los Jaffa para asegurar posiciones estratégicas como los stargates). Debido a su reducido tamaño, los planeadores pueden ser llevados a bordo de las naves Ha'tak de los Goa'uld. Con sus alas dobladas las naves pueden contener a muchos de ellos en un área pequeña. Los planeadores de la muerte se pueden también lanzar de la superficie de un planeta (tal como Chulak). A diferencia de los F-302 de la tierra, no poseen motor hyperespacial para efectuar viajes largos, y requieren así de una nave Ha'tak o una base Goa'uld para repostar y efectuar operaciones.

## Variantes
Parece haber diversas variantes del planeador de la muerte; algunos de éstos pueden ser pilotados por dos personas (un asiento para el piloto y el otro desde el que se controlan las armas y otros instrumentos), mientras que un número más pequeño de éstos pueden ser piloteados solamente por una persona. Una variación del planeador de la muerte podía llevar pasajeros y poseía Anillos de transporte, según lo visto en la parte 2 del primer episodio de la primera temporada del SG-1, fue destruido en el mismo episodio por Kawalsky, no se lo ha visto ninguna otra vez. Esta nave era levemente más pequeña que una nave Tel'tak, y puede que haya sido un híbrido de este último con el planeador de la muerte.

### Needle Threader
También conocido como “planeador de la puerta”, se diseñó para caber en un Stargate. Como los planeadores más convencionales de la muerte, se construyó para ser utilizado por dos personas - piloto y un artillero. Mientras que los planeadores convencionales de la muerte se construyen con dos alas, esta nave tiene una sola ala curvada en un cilindro parcial alrededor del organismo central que contiene la carlinga y las armas. Su armamento consiste en dos cañones personales.
Solamente se ha visto una nave de este tipo en el episodio de la tercera temporada: “Into the Fire”. Durante este episodio el General Hammond va a Chulak a reunirse Teal'c y Bra'tac. Desarrollan un plan para rescatar al SG-1, que fue capturado por Hathor y para este plan Bra'tac le muestra la nave, que entonces es pilotada por Hammond y Teal'c. Utilizan luego la nave para volar a través del Stargate al mundo donde Hathor ha capturado a varios equipos SG y la utilizan para atacar a los Jaffa de Hathor. Después de este episodio la nave nunca se volvió a ver.
Bra'tac ocultó la nave en el bosque hace unos cientos de años, donde seguía oculta hasta que fue requerida. Bra'tac dice que pocos pilotos podían controlarla, indicando que saber “enhebrar la aguja”(así se lo llama al acto de pasar la nave por la puerta) es una habilidad de los jóvenes. Teal'c, refiriéndose a la nave dice: “ya no las construyen como antes.”
Esta es la primera nave vista en la serie que puede cruzar por el Stargate. Esto será más adelante visto más a menudo en Stargate Atlantis con la llegada de las Naves Dardo Wraith y de los Puddle Jumper.
- Datos: Q2066990